# His band and the street choir
His band and the street choir is het vierde studioalbum van de Noord-Ierse singer-songwriter Van Morrison. Op dit album staan veel invloeden van soul en rhythm & bluesmuziek.

## Muzikanten
De bezetting van de band is aanmerkelijk gewijzigd ten opzichte van het vorige album Moondance. De enige drie muzikanten die ook al meespeelden op Moondance waren Jack Schroer, John Platania en John Klingberg.

### His band
- Van Morrison  – zang, gitaar, mondharmonica en tenorsaxofoon op "Crazy face" en "Call me up in dreamland"
- Jack Schroer – alt-, bariton- en sopraansaxofoon, piano
- John Platania - lead- en ritmegitaar, mandoline
- John Klingberg - basgitaar
- Dahaud Elias Shaar - drums, percussie, basklarinet en achtergrondzang
- Keith Johnson - trompet en orgel
- Alan Hand -  piano en orgel

### The Street Choir
- Ellen Schroer
- Martha Valez
- Janet "Planet" Rigsbee
- David Shaw
- Andy Robinson
- Larry Goldsmith

### Achtergrondzang
Op "If I ever needed someone"  Emily Houston, Judy Clay en Jackie Verdell. Deze zangeressen zongen ook op het album Moondance.

## Muziek
De muziek van Van Morrison is een mengeling van rhythm and blues, softrock, jazz, folk en soul. Op dit vierde studioalbum ligt de nadruk meer op rhythm and blues (onder meer Domino, Give me a kiss en I 've been working) en rock, (zoals Blue Money en Sweet Janie, dat hij opdroeg aan zijn vrouw Janet  “Planet” Rigsbee). Er staan ook een paar ballads op dit album (zoals I ’ll be your lover too en If I ever needed someone). Dat nummer heeft ook gospel invloeden, onder anderen door het achtergrondkoortje. De meeste solo’s worden gespeeld door piano en saxofoon. Op Virgo Clowns speelt de akoestische gitaar de hoofdrol. Alle nummers zijn geschreven door Van Morrison.
| Nr. | Titel                   | Duur |
| --- | ----------------------- | ---- |
| 1.  | Domino                  | 3:06 |
| 2.  | Crazy face              | 2:55 |
| 3.  | Give me a kiss          | 2:30 |
| 4.  | I've been working       | 3:25 |
| 5.  | Call me up in dreamland | 3:52 |
| 6.  | I'll be your lover, too | 3:57 |

| Nr. | Titel                    | Duur |
| --- | ------------------------ | ---- |
| 1.  | Blue money               | 3:40 |
| 2.  | Virgo clowns             | 4:10 |
| 3.  | Gypsy queen              | 3:16 |
| 4.  | Sweet Jannie             | 2:11 |
| 5.  | If I ever needed someone | 3:45 |
| 6.  | Street choir             | 4:53 |

## Album
His band and the street choir is opgenomen tussen maart en juni 1970 en uitgebracht op 15 november van dat jaar. Het album is opgenomen in de A & R studio's in New York. Morrison heeft het album zelf geproduceerd met als co-producer de drummer en multi-instrumentalist  Dahaud Elias Shaar. De geluidstechnicus en productie coördinator is Elliot Scheiner. Hij werd geassisteerd door Dixon van Winkle, Ed Anderson, Mark Harman en Richard Lubash. Dit album is vanaf 1987 ook verkrijgbaar op Compact Disc. In 2015 is een geremasterde versie verschenen met een aantal alternatieve tracks. 
Op de voorkant van de albumhoes staan twee kleurenfoto’s van Van Morrison (vooral in groen en blauw) die door elkaar zijn afgedrukt. Binnenin zit een boekje met een boodschap van Janet Planet, de tracklist, alle songteksten, een lijst van alle medewerkers en een aantal foto’s van Van Morrison en de band. Op de achterkant van de hoes staat ook een foto van de band. Het ontwerp is van Janet Planet en de fotografie van David Gahr, die veel foto’s heeft gemaakt van onder meer Bob Dylan, Janis Joplin en Johnny Cash.

## Ontvangst
Dit album werd over het algemeen goed ontvangen, maar behaalde niet het succes van Moondance. Thom Jurek van de site AllMusic schreef in zijn recensie: As an album, His Band & the Street Choir may not equal Astral Weeks or Moondance, but the aim was never that lofty. That most of these songs have endured as fan favorites is testament enough to their quality. AllMusic heeft dit album gewaardeerd met vier en een halve ster (op een maximum van vijf). In de Amerikaanse Billboard album hitlijst behaalde dit album # 32. In Groot-Brittannië # 18 en in Nederland # 48. Er werden drie singles uitgebracht van dit album. Domino haalde # 9 in de USA en # 26 in Nederland. Blue Money haalde zowel in Nederland als in de USA # 23. Call me up in dreamland werd een bescheiden hit met # 95 in de USA. De heruitgave van het album behaalde in 2015 # 16 in de USA.